# رودولفو ألميرون
رودولفو ألميرون Rodolfo Almirón (1936 – 2009) كان ضابطا في الشرطة الأرجنتينية، تولى قيادة فرقة إعدام عرفت باسم الثلاثي ألف Triple A ، قيل أنها مسؤولة عن قتل أكثر من 1500 من معأرضي الحكومة.
أشهر ما ارتكبه مجزرة مونتيخورا 1976 ضد اليساريين، كما قيل أنه من المحتمل أن يكون اشترك في تفجير محطة قطار بولونيا عام 1980. عمل فيما بعد حارسا شخصيا لرئيس الوزراء الإسباني فيليبي غونزاليس وضابط تدريب في الحرس الرئاسي الإسباني.